# Robert Bagrie Angus
Robert Bagrie Angus (ur. 14 sierpnia 1944) – brytyjski entomolog, specjalizujący się w koleopterologii.
Uczył się w Gordonstoun. Studiował na Uniwersytecie Oksfordzkim. W 1964 roku ukazała się jego pierwsza publikacja, doniesienie dotyczące Hydroporus marginatus. W 1969 roku doktoryzował się na Oksfordzie pracą pt. Taxonomic, Genetic and Ecological Studies on Helophorus F.. Od 1975 roku jest wykładowcą na Wydziale Zoologii w Royal Holloway College Uniwersytetu Londyńskiego.
Angus jest autorem ponad 30 publikacji naukowych dotyczących głównie chrząszczy wodnych. Specjalizuje się zwłaszcza w rodzaju Helophorus. W latach 1969–1970 odbył podróż do Rosji, dzięki czemu mógł zapoznać się z fauną wschodniej Palearktyki. Publikował również w zakresie paleoentomologii. Opisał co najmniej 11 nowych dla nauki gatunków. Jego zbiory znajdują się w m.in. w Muzeum Historii Naturalnej w Londynie, Muzeum Instytutu Zoologii Rosyjskiej Akademii Nauk oraz Canadian Museum of Nature w Ottawie.
Jest członkiem Royal Entomological Society of London oraz Freshwater Biological Association.